# Стрельченко, Иван Иванович (нефтяник)

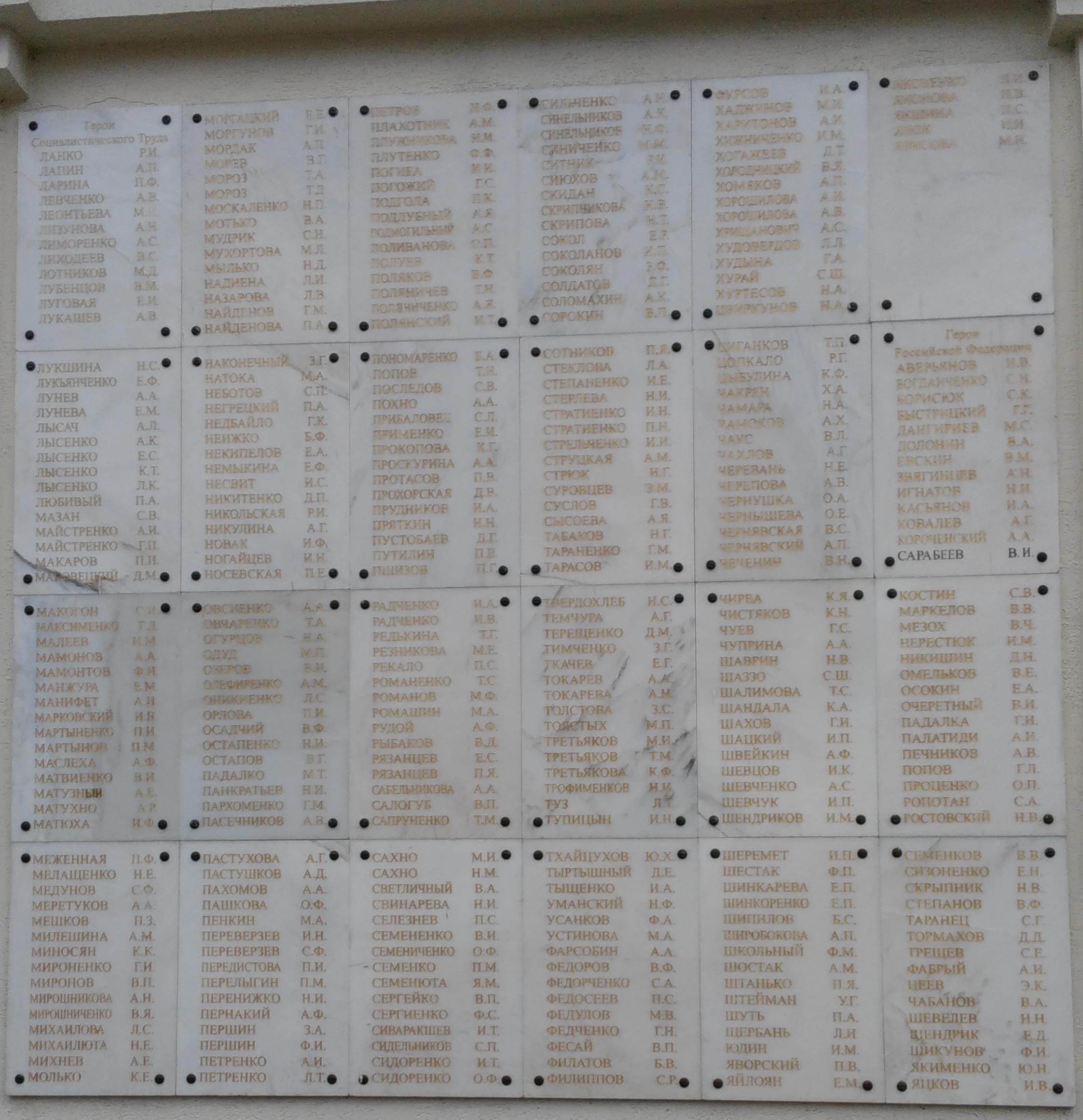
Мемориальная доска с именами Героев Социалистического Труда Кубани и Адыгеи. Краснодар, 2017.

Иван Иванович Стрельченко (12 мая 1925, Маевский, Северо-Кавказский край — 6 декабря 1998, Маевский, Краснодарский край) — бурильщик конторы бурения нефтепромыслового управления «Приазовнефть» Краснодарского совнархоза Краснодарский край. Герой Социалистического Труда (19.3.1959).

## Биография
Иван Иванович Стрельченко родился 12 мая 1925 года на хуторе Маевском Славянского района Краснодарского края в многодетной крестьянской семье, в которой было пятеро детей — два брата и три сестры. Трудовую жизнь начал в 14 лет.

### В Великую Отечественную войну
В марте 1943 года был призван в РККА и прослужил до 1950 года. С февраля 1944 по апрель 1945 года принимал участие в боях с немецко-фашистскими захватчиками. стрелок 1-го стрелкового батальона 209 го гвардейского стрелкового полка 73-й гвардейской стрелковой дивизии.

### После армии
После демобилизации с августа 1950 года начинает трудовую деятельность в конторе бурения № 1 треста «Черноморнефть» в качестве помощника бурильщика, а затем 12 декабря 1950 года его переводят в контору бурения № 2.
С января 1953 года до ухода на пенсию Иван Иванович работал бурильщиком в тресте «Краснодарбурнефть», который в 1970 году был переименован в Ахтырское Управление буровых работ.

### Трудовой подвиг
В 1959 году за выдающиеся успехи, достигнутые в развитии нефтяной и газовой промышленности, И. И. Стрельченко присвоено звание Героя Социалистического Труда, указом Президиума Верховного Совета СССР от 19 марта 1959 года с вручением ордена Ленина и золотой медали «Серп и молот».
Умер И. И. Стрельченко 6 декабря 1998 года и похоронен на хуторе Маевском Славянского района Краснодарского края.

## Награды
- Золотая медаль «Серп и Молот» (19.3.1959)
- Орден Ленина (19.3.1959)
- Орден Отечественной войны II степени[3](1985)
- Медаль Жукова[4]
- Медаль «За отвагу» (СССР) (1945)
- Медаль «В ознаменование 100-летия со дня рождения Владимира Ильича Ленина» (6 апреля 1970)
- Медаль «За победу над Германией в Великой Отечественной войне 1941—1945 гг.» (9 мая 1945[5])
- Юбилейная медаль «Двадцать лет Победы в Великой Отечественной войне 1941—1945 гг.» (7 мая 1965[6])
- Юбилейная медаль «Тридцать лет Победы в Великой Отечественной войне 1941—1945 гг.»[7]
- Юбилейная медаль «Сорок лет Победы в Великой Отечественной войне 1941—1945 гг.»[8]
- Юбилейная медаль «50 лет Победы в Великой Отечественной войне 1941—1945 гг.»[9]
- Медаль «Ветеран труда»
- Медаль «30 лет Советской Армии и Флота»[10]
- Юбилейная медаль «40 лет Вооружённых Сил СССР»[11]
- Юбилейная медаль «50 лет Вооружённых Сил СССР» (26 декабря 1967[12])
- Юбилейная медаль «60 лет Вооружённых Сил СССР» (28 января 1978[13])
- Юбилейная медаль «70 лет Вооружённых Сил СССР» (28 января 1988[14])
- Знак «Гвардия»
- Знак МО СССР «25 лет Победы в Великой Отечественной войне» (24 апреля 1970[1])

## Память
- Имя Героя увековечено на мемориальной доске на площади Жукова в Краснодаре.
- На могиле Героя установлен надгробный памятник.